# Тодт-Хилл
Тодт-Хилл (англ. Todt Hill) — район в центральной части боро Статен-Айленд, Нью-Йорк. На западе Тодт-Хилл ограничен районом Манор-Хайтс, на севере — районами Саннисайд и Гримс-Хилл, на востоке — районами Конкорд, Донган-Хилс и Мидленд-Бич. В районе находится холм высотой 125 метров, что делает его высочайшей точкой Атлантического побережья к югу от штата Мэн.

## История
Голландские поселенцы нарекли территорию, где ныне находится район, Исерберг (нидерл. Yserberg, «железный холм») по богатым залежам этой руды. Активная добыча железа продолжалась вплоть до конца XIX века. Современное же название произошло от искажённого нидерландского слова dood («мёртвый») по расположенному в районе Моравскому кладбищу. Оно было открыто в 1740 году и является ныне самым большим на острове. В начале XX века в районе было возведено множество домов по проектам архитектора Эрнеста Флагга. Значительная часть района ныне включена в так называемую Зелёную зону Статен-Айленда.
В 1972 году в Тодт-Хилле проводились съёмки фильма «Крёстный отец».

## Население
По данным на 2011 год, численность населения района составляла около 11 000 жителей. Средняя плотность населения составляла около 1400 чел./км². Средний доход на домашнее хозяйство был примерно на треть выше среднего показателя по городу: $72 011. Около 3⁄4 населения было представлено белыми.
По состоянию на начало XXI века Тодт-Хилл являлся одним из наиболее благополучных районов Статен-Айленда.

## Общественный транспорт
По состоянию на декабрь 2014 года в Тодт-Хилле действовали автобусные маршруты S74, S76, S84, S86 и S15x.